# Học Thành (hòa thượng)
Hòa thượng Học Thành (tiếng Trung: 学诚); sinh năm 1966, tại Tiên Du - tỉnh Phúc Kiến - Trung Quốc. Ông từng giữ các chức vụ trong giáo hộp Phật giáo và chính quyền Trung Quốc như Hội trưởng Hiệp hội Phật giáo Trung Quốc, Phó Chủ tịch Hội Liên Hữu Phật giáo Thế giới, Viện trưởng Học viện Phật giáo Trung Quốc, Hội trưởng Hiệp hội Phật giáo tỉnh Phúc Kiến, Trụ trì chùa Quảng Hóa, Bồ Điền, Phúc Kiến, Trụ trì chùa Pháp Môn, Phù Phong, Thiểm Tây, Trụ trì chùa Long Tuyền, Bắc Kinh. Đồng thời, Thầy còn là Ủy viên thường vụ Chính hiệp Trung Quốc, Phó Chủ tịch Ủy ban Tôn giáo và Hòa bình Trung Quốc, Phó viện trưởng Viện nghiên cứu cao cấp Tôn Giáo Nhân Văn trường Đại học Sư Phạm Bắc Kinh, Tổng biên tập Tạp chí Pháp Âm v.v..

## Thân thế đạo nghiệp
Thế danh của ông Phó Thụy Lâm (傅瑞林). Năm 1982, xuất gia với Trưởng lão Hòa thượng Định Hải tại chùa Quảng Hóa, Bồ Điền, Phúc Kiến, và y chỉ Trưởng lão Hòa thượng Viên Chuyết tu học.
Năm 1991, tốt nghiệp Thạc sĩ tại Học viện Phật giáo Trung Quốc.
Năm 2007, được Đại học Phật giáo Chulalongkorn Thái Lan trao tặng bằng Tiến sĩ danh dự ngành Quản lý giáo dục.
Năm 2010, được Cộng hòa nhân dân Bangladesh trao tặng giải thưởng hòa bình Atisha.
Năm 2011, được Hội tăng già Tì kheo Ấn Độ trao tặng học vị tiến sĩ Tam Tạng Đại Pháp Sư.

## Bê bối
Ngày 29 tháng 11 năm 2018, Hội nghị lần thứ 4 Ủy ban thường vụ Hội nghị Chính trị Hiệp thương Trung Quốc khóa 13 (Chính Hiệp) đã biểu quyết thông qua quyết định bãi chức Phó Chủ nhiệm Ủy ban Dân tộc và Tôn giáo của của sư Học Thành; đồng thời chấp thuận đề nghị xin từ chức Ủy viên và Ủy viên thường vụ Chính Hiệp toàn quốc khóa 13 của ông. Quyết định trên được cho là có liên quan đến vụ bê bối cáo buộc quấy rối tình dục của sư Học Thành cũng như những vi phạm quy định về xây dựng và tiền bạc không minh bạch của trụ trì chùa Long Tuyền (Bắc Kinh). Trước đó, ngày 15 tháng 8 năm 2018, Hội nghị lần thứ 3 Ban chấp hành Hiệp hội Phật giáo Trung Quốc khóa 9 họp tại Bắc Kinh, cũng đã công bố quyết định chấp thuận để sư Học Thành từ chức Ủy viên, Ủy viên thường vụ, Hội trưởng Hiệp hội; ngày 23 tháng 8, Hội nghị lần 2 Hội Phật giáo tỉnh Phúc Kiến khóa 9 ra quyết định chấp thuận để sư Học Thành từ chức Ủy viên, Ủy viên thường vụ, Hội trưởng Phật giáo tỉnh Phúc Kiến; ngày 24 tháng 8, Hội nghị lần thứ 4 khóa 7 Hội Phật giáo Bắc Kinh, quyết định bãi chức phương trượng (trụ trì) chùa Long Tuyền của sư Học Thành. Cùng ngày, Hội Phật giáo tỉnh Thiểm Tây cũng họp, tuyên bố bãi chức Hội trưởng danh dự Hội Phật giáo tỉnh; đồng thời quyết định bãi chức Viện trưởng Học viện Phật giáo chùa Pháp Môn và trụ trì chùa Pháp Môn của sư Học Thành.